# إيرينا كوليكوفا
إيرينا كوليكوفا (الروسية: Ирина Куликова) (6 أغسطس 1991) عارضة أزياء روسية تم اكتشافها من قبل إيفان بارت من نماذج آي إم جيوالممثلة ليف تايلر في مطعم موسكو . وتم اختيارها كواحدة من أفضل 10 عارضات لعام 2007 من قبل مجلة في.

## روابط خارجية
- إيرينا كوليكوفا على موقع دليل عارضات الأزياء (الإنجليزية)